# Willy-Dehmel-Preis
Der Willy-Dehmel-Preis war eine Auszeichnung für Textdichter.
Der Willy-Dehmel-Preis wurde in Erinnerung an den Textdichter Willy Dehmel (1909–1971) von 1985 bis 2017 in zweijährlichem Rhythmus von der GEMA-Stiftung an Textdichterinnen und Textdichter verliehen. Es wurden Textdichterinnen und Textdichter ausgezeichnet, die im Sinne des Stifters auf dem Gebiet des deutschsprachigen populären Liedes über ein erfolgreiches Gesamtschaffen verfügen und zum Ansehen ihres Berufsstandes beigetragen haben.
Die Preisvergabe wurde im Jahr 2018 eingestellt.
Der Preis war mit 10.000 € dotiert (vormals 20.000 DM).
Preisträger waren:
- 1985: Hanne Haller
- 1986: Irma Holder
- 1987: Cora
- 1989: Fini Huber-Busch
- 1991: Heinz Korn
- 1993: Hans Hee
- 1995: Hans Bradtke
- 1997: Kurt Hertha
- 1999: Rudolf-Günter Loose
- 2001: Egon Louis Frauenberger
- 2003: Erich Offierowski
- 2005: Charlotte und Werner Raschek
- 2007: Robert Jung
- 2009: Michael Holm
- 2011: Norbert Hammerschmidt
- 2013: Rudolf Müssig[2]
- 2015: Gregor Rottschalk
- 2017: Frank Dostal